# Resolutie 2252 Veiligheidsraad Verenigde Naties
Resolutie 2252 van de Veiligheidsraad van de Verenigde Naties werd op 15 december 2015 door de VN-Veiligheidsraad aangenomen met dertien stemmen voor en twee onthoudingen. De resolutie verlengde de vredesmacht in Zuid-Soedan tot eind juli 2016, en verhoogde het aantal militairen en agenten tot respectievelijk 13.000 en 2001. Rusland en Venezuela onthielden zich net als bij de voorgaande resolutie in oktober omdat ze tegen inmenging inzake de AU-rechtbank om daders van mensenrechtenschendingen te berechten, het dreigen men sancties en het inzetten van onbemande vliegtuigen waren.

## Achtergrond
In 2011 was Zuid-Soedan, na decennia van conflict om het olierijke gebied, onafhankelijk geworden van Soedan. Eind 2013 ontstond echter een politieke crisis tussen president Salva Kiir en voormalig vicepresident Riek Machar die uitdraaide op etnisch geweld en moordpartijen. Eind 2015 waren al meer dan twee miljoen mensen op de vlucht geslagen en was een grote humanitaire crisis ontstaan.

## Inhoud
Ondanks de wapenstilstand die in januari 2014 was overeengekomen en het akkoord dat in augustus gesloten was werd er nog steeds gevochten en was de overgangsregering van nationale eenheid nog steeds niet tot stand gebracht. Opnieuw werd op de twee partijen aangedrongen een nationale dialoog op te starten om vrede, verzoening en goed bestuur te bereiken.
Ondertussen bleef de bevolking van Zuid-Soedan lijden onder een diepe humanitaire crisis. Ook werden allerlei oorlogsmisdaden en mensenrechtenschendingen gepleegd, en werd haat gepredikt en opgeroepen tot geweld tegen een bepaalde bevolkingsgroep. Inmiddels waren er al zo'n 2,4 miljoen vluchtelingen.
Het mandaat van de UNMISS-vredesmacht werd verlengd tot 31 juli 2016. Het aantal manschappen werd opgetrokken tot 13.000 troepen, 2001 agenten en 78 cipiers. Het mandaat werd aangepast en hield nu ook het plannen en uitvoeren van de overeengekomen veiligheidsregelingen en hulp bij het opstellen van een nieuwe grondwet in. Verder moest meer gepatrouilleerd worden in risicogebieden. De secretaris-generaal werd gevraagd tegen midden januari een plan op te stellen voor UNMISS om beter op te treden tegen uit de hand lopend geweld in de hoofdstad Djoeba.

## Verwante resoluties
- Resolutie 2223 Veiligheidsraad Verenigde Naties
- Resolutie 2241 Veiligheidsraad Verenigde Naties
- Resolutie 2271 Veiligheidsraad Verenigde Naties (2016)

Lijst ·  2196 ·  2197 ·  2198 ·  2199 ·  2200 ·  2201 ·  2202 ·  2203 ·  2204 ·  2205 ·  2206 ·  2207 ·  2208 ·  2209 ·  2210 ·  2211 ·  2212 ·  2213 ·  2214 ·  2215 ·  2216 ·  2217 ·  2218 ·  2219 ·  2220 ·  2221 ·  2222 ·  2223 ·  2224 ·  2225 ·  2226 ·  2227 ·  2228 ·  2229 ·  2230 ·  2231 ·  2232 ·  2233 ·  2234 ·  2235 ·  2236 ·  2237 ·  2238 ·  2239 ·  2240 ·  2241 ·  2242 ·  2243 ·  2244 ·  2245 ·  2246 ·  2247 ·  2248 ·  2249 ·  2250 ·  2251 ·  2252 ·  2253 ·  2254 ·  2255 ·  2256 ·  2257 ·  2258 ·  2259